# Nicholas Wright
Nicholas Verney Wright (Città del Capo, 5 luglio 1940) è un drammaturgo e sceneggiatore britannico.

## Biografia
Nato a Città del Capo, Nicholas Wright studiò recitazione alla London Academy of Music and Dramatic Art dal 1958. Tra il 1978 e il 2017 ha scritto oltre una ventina di opere teatrali, diverse delle quali commissionate dalla Royal Shakespeare Company e dal National Theatre.
Nel 2003 ha ottenuto il suo maggior successo con Vincent in Brixton, incentrata sul periodo londinese di Vincent van Gogh; la pièce vinse il Laurence Olivier Award alla migliore nuova opera teatrale al suo debutto londinese e fu successivamente riproposta anche a Broadway, dove ottenne una candidatura al Tony Award alla migliore opera teatrale.
Attivo anche come librettista di opere liriche, Wright scrisse il libretto dell'opera Marnie su partitura di Nico Muhly; l'opera fu rappresentata al London Coliseum nel 2017 e alla Metropolitan Opera House di New York.

## Filmografia (parziale)
- Great Performances – serie TV, 1 episodio (2004)